# Bald Cape
Bald Cape är en udde på Gambias Atlantkust, som avgränsar Gambiaflodens estuarium söderut. Den ligger i regionen West Coast, i den västra delen av landet, 25 km väster om huvudstaden Banjul.